# Scopula sublinearia
Scopula sublinearia là một loài bướm đêm trong họ Geometridae.